# Вальштедт
Вальштедт (нім. Wahlstedt) — місто в Німеччині, розташоване в землі Шлезвіг-Гольштейн. Входить до складу району Зегеберг.
Площа — 15,74 км2. Населення становить 9839 ос. (станом на 31 грудня 2020).